# Kobiernice Górne
Kobiernice Górne – część wsi Kobiernice w Polsce, położona w województwie śląskim, w powiecie bielskim, w gminie Porąbka.
W latach 1975–1998 Kobiernice Górne położone były w województwie bielskim.